# Gorka Pintado del Molino
Gorka Pintado (Sant Sebastià, 24 de març de 1978) és un exfutbolista basc que jugava com a davanter.
S'inicià en el futbol en el club "Arrobi Berri" d'Errenteria, per posteriorment l'any 1999 passar a forar part de la Real Unión de Irún. Al llarg de la seva carrera esportiva ha militat en l'Osasuna "B", CD Leganés, UE Figueres, UDA Gramenet i Granada CF, per recalar finalment l'any 2008 a l'equip gal·lès a les ordres del català Robert Martínez.